# Chiesa ortodossa copta francese
La Chiesa ortodossa copta francese ((FR) Métropole copte orthodoxe de France) è una Chiesa ortodossa orientale nata in seno alla Chiesa ortodossa copta di Alessandria. La sede del metropolita è a Tolone.

## Storia
L'immigrazione copta in Francia iniziò nel 1801 dopo l'invasione francese dell'Egitto, ed ebbe un significativo incremento dopo la rivoluzione egiziana del 1952.
La Chiesa fu canonicamente istituita da Papa Shenouda III il 2 luglio 1974 come Eparchia ortodossa copta francese. Il 18 giugno 1994, Papa Shenouda elevò lo status dell'eparchia a quello di Chiesa ortodossa copta francese, nuovo corpo ecclesiastico autogovernato (la Chiesa è integrata in quella alessandrina, ma è considerata autonoma in materia di governo).
Attualmente il seggio di capo della Chiesa ortodossa copta francese è vacante in seguito alla morte del metropolita Marcos avvenuta nel 2008, benché il vescovo Atanasio serva ancora la comunità copta di lingua francese in Francia, in quanto membro del Santo Sinodo della Chiesa ortodossa copta.